# 半熟BLOOD
半熟BLOOD (はんじゅくブラッド) は、日本の音楽グループ。2012年結成。"鉄道系音楽グループ"と称し、数々の鉄道ソングを手がけている。所属事務所は株式会社 First Bridge。

## 来歴
- 2012年、精華大学で出会った菜つ美と葵により結成。2015年にうさおが加入。

- 2016年4 月に北神急行電鉄の公式マスコットキャラクター北神弓子応援ソング「恋のトンネル」を、2017 年10 月に同電鉄の応援ソング「トンネルの向こうで待ってる。」を発表した。

- 2019年10月にマネジメント会社として株式会社 First Bridgeを設立。[1]

- 2020年1月20日、兵庫県川西市にメンバーが中心となって運営するライブカフェ「Cafe & Live space 露依楼囲-Roy Roy-」をオープン。[2]

- 2022年12月31日、ギター、作曲担当の葵が体調面のことを考慮して、グループからの脱退、音楽活動の引退。[3]

## メンバー
菜つ美（橋本菜津美名義でも活動）
- ボーカル、作詞担当。
- 兵庫県川西市出身。
- 1993年8月9日生まれ。
- 2020年7月に兄の橋本大祐と結成したコントユニット橋本兄妹はTikTok開設2週間で500万回再生を記録した。[4]
- 2021年2月からデイリースポーツ等のメディアでライター活動を始めている。[5]
- 2022年1月からラジオ番組『中将タカノリ・橋本菜津美の昭和卍パラダイス』(ラジオ関西)にレギュラー出演している。
- 元・仮面女子メンバーで政治家の橋本侑樹は従姉妹。[6]
- 2023年5月10日、中将タカノリとのデュエット曲『夜間飛行～星に抱かれて～』(キングレコード)でメジャーデビュー。

うさを
- ベース、サックス担当。
- 兵庫県猪名川町出身。
- 1993年10月23日生まれ。
- 2021年10月23日に「うさお」から「うさを」へ改名
- 「Cafe & Live space 露依楼囲-Roy Roy-」の店長を務める。

### 元メンバー
葵
- ギター、作曲担当。
- 大分県日田市出身。
- 1993年11月14日生まれ。
- 尾崎豊が好きでギターを始めた。[7]

## ディスコグラフィ

### シングル
|   | 発売日     | タイトル       | 品番       | 備考                                                                           |  |
| - | ---------- | -------------- | ---------- | ------------------------------------------------------------------------------ |  |
| 1 | 2020.6.19  | またね。       | LACS-10012 | 配信のみ                                                                       |  |
| 2 | 2021.8.25  | ゆめゆめかもめ | LACS-10019 | 神戸市営地下鉄海岸線応援ソング。オリコン デイリーランキング31位を記録          |  |
| 3 | 2021.12.15 | 君トいtime     | LACS-10021 | 水間鉄道ドラマ制作委員会制作ドラマ「アワー・ホーム」主題歌                     |  |
| 4 | 2022.6.29  | 宝島           | LACS-10022 | すいてつ沿線魅力はっしん委員会制作ドラマラブソングの作り方エンディングテーマ曲 |  |

### アルバム
|   | 発売日   | タイトル | 品番       | 備考                                                               |  |
| - | -------- | -------- | ---------- | ------------------------------------------------------------------ |  |
| 1 | 2020.4.1 | White    | LACA-10006 | 過去の自主販売音源から人気曲、話題曲を一挙収録したベストアルバム。 |  |